# Харни, Рудольф
Харни, Рудольф Пауль Отто (нем. Rudolf Paul Otto Harney; 4 ноября 1880, Саблон близ Меца, Эльзас-Лотарингия — 9 июня 1965, Дюссельдорф) — немецкий евангелический священнослужитель.

## Биография
Харни родился в семье дорожного начальника в Лотарингии. Изучал евангелическую теологию в Бонне и Грейфсвальде. С 1906 года — священник в Грайфсвальде, с 1908 — в Штеттине, а с 1912 по 1950 год — в Дюссельдорфе. С 1929 по 1933 год он был членом провинциального церковного совета в Рейнской области, а в годы национал-социализма, — членом Исповедующей церкви. После преобразования евангелической церкви в 1945 году становится суперинтендентом, а с 1946 по 1948 год — членом высшего церковного совета и избранным президентом евангелической церкви Рейнской области.

## Награды
в 1953 году награждён высшей наградой ФРГ — Большим крестом.